# Wystarczająco dobra matka
Wystarczająco dobra matka – w ujęciu Donalda Woodsa Winnicotta matka, która na początku życia niemowlęcia dostosowuje się maksymalnie do jego potrzeb – między innymi przejmuje na siebie i koi wszelkie silne emocje dziecka, nawet te najbardziej nieznośne. Jest ona w stanie wytrzymać intensywne uczucia bez odreagowywania ich na niemowlęciu. Radzi sobie nie tylko z emocjami dziecka, ale również z własnymi przeżyciami, które pojawiają się w reakcji na zachowania malucha. Wystarczająco dobra matka pozwala następnie, w toku rozwoju dziecka, na stopniowe poszerzanie jego autonomii, adekwatnie do wieku dziecka. Winnicott uważał, że główni opiekunowie dopuszczają się dwóch poważnych błędów: braku dostosowania się oraz narzucanie się. Jeśli matka nie jest dostrojona do niemowlęcia (nie uśmiecha się kiedy dziecko szuka kontaktu, nie przytula kiedy płacze), to czuje się ono niezauważane, w związku z czym pojawia się przekonanie „Moje potrzeby nie są ważne”. Kiedy natomiast matka narzuca się dziecku kiedy ono jej nie potrzebuje, maluch uczy się bycia skupionym na potrzebach innych, a nie swoich, co według Winnicotta skutkuje rozwinięciem się fałszywego „ja”. Dziecko przestaje być sobą i spontanicznie reagować na świat, tylko próbuje być takim dzieckiem, które akceptuje jego główny opiekun. Odrzucenie przez matkę oznacza dla niemowlęcia śmierć, w związku z czym dzieci są czułe na potrzeby swoich opiekunów i potrafią szybko się do nich dostosowywać. Robią to kosztem siebie i swojej rozwijającej się osobowości. 
W poszerzaniu autonomii podstawową rolę odgrywa tzw. potencjalna przestrzeń jaka istnieje pomiędzy dzieckiem a matką. W przestrzeni tej obie strony prowadzą dialog i kształtują doświadczenie za pomocą zabaw. Są to zwykle proste, codzienne czynności. Wystarczająco dobra matka pozwala dziecku na przejście w każdej nowej czynności tzw. okresu zawahania. Swoistym pomocnikiem dziecka w poszerzaniu autonomii jest obiekt przejściowy. Pojawienie się obiektu przejściowego (jest nim często kocyk lub zabawka) jest dowodem aktywnej eksploracji świata zewnętrznego. Dziecko, oddalając się od głównego opiekuna, zabiera symbolizującego matkę i więź z nią pluszaka, aby móc poznawać świat. Zabawka w tej sytuacji staje się przedmiotem zastępczym, który koi i daje poczucie bezpieczeństwa, jak zazwyczaj robiła to matka. Czasem przedmiot zastępczy ma nawet zapach matki, co od razu przywołuje w umyśle dziecka jej obraz i pozwala czuć się na tyle bezpiecznie, aby móc eksplorować świat. 
Termin wystarczająco dobra odnosi się do tego, że matka nie musi być „idealnym rodzicem” (gdyż idealni rodzice nie istnieją), lecz jedynie w sposób wystarczająco dobry by spełniać swą matczyną funkcję. Winnicott uważał, że matki najlepiej wiedzą czego potrzebują ich dzieci oraz w naturalny sposób się nimi zajmują. Tworzą dla niemowlęcia tzw. „trzymające środowisko”, w którym dziecko czuje się bezpiecznie, a jego potrzeby są wręcz przewidywane i zaspokajane. Ważny przy tym jest sposób trzymania dziecka, który jest dla matek i ich niemowląt czymś naturalny. Chodzi o pełne miłości matczyne objęcia, w których nie ma lęku i niepewności. Dziecko odczuwa bliskość swojego opiekuna, czuje jego zapach i dotyk, co sprawia, że się uspokaja. Winnicott uważał, że matek nie trzeba tego uczyć, że robią to w naturalny i autentyczny sposób. 
Winnicott kierował swoje książki do kobiet, pisząc w bardzo empatyczny i prosty sposób. „Na pewno odetchniesz z ulgą, kiedy już na początku dowiesz się, że nie mam zamiaru mówić ci, co masz robić. Jestem mężczyzną, więc tak naprawdę nigdy nie dowiem się, co to znaczy widzieć zawiniętą w kocyk, tam, w łóżeczku, cząstkę mojego ja; cząstkę mnie, żyjącą niezależnym życiem, a jednocześnie tak ode mnie zależną i stopniowo stającą się osoba ludzką. Jedynie kobieta może tego doświadczyć i chyba tylko kobieta umie to przeżyć w wyobraźni, kiedy przez jakiś pech nie jest jej dane rzeczywiste doświadczenie. Cóż mi więc zostało, skoro nie zamierzam udzielać ci wskazówek?” – tymi słowami zaczyna się jedna z książek Winnicotta „Dziecko, jego świat i rodzina”.